# Hermanas Maestras de Santa Dorotea de Vicenza
El Instituto de las Hermanas Maestras de Santa Dorotea, Hijas de los Sagrados Corazones (oficialmente en italiano: Istituto delle suore maestre di Santa Dorotea, figlie dei Sacri Cuori) es una congregación religiosa católica femenina de derecho pontificio, fundada por el sacerdote italiano Giovanni Antonio Farina en Vicenza en 1836. A las religiosas de este instituto se les conoce como Hermanas Maestras de Santa Dorotea de Vicenza, o simplemente doroteas de Vicenza, y posponen a sus nombres las siglas S.D.VI

## Historia

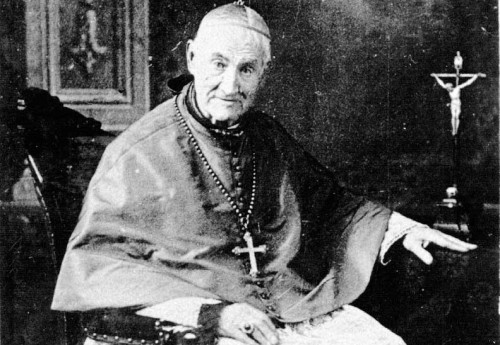
Giovanni Antonio Farina (1803-1888), fundador de las doroteas de Vicenza.

El sacerdote diocesano italiano Giovanni Farina, siendo obispo de Vicenza, el 11 de noviembre de 1836 confió la escuela parroquial de San Pedro en Vicenza a un grupo de tres jóvenes que deseaban consagrarse como religiosas, procedentes de las Obra Pía de Santa Dorotea. Las jóvenes, al hacer su profesión religiosa, fueron admitidas como congregación de derecho diocesano, por el mismo Farina, con el nombre de Hermanas Maestras de Santa Dorotea, Hijas de los Sagrados Corazones. Entre las primeras religiosas cabe destacar a Redenta Olivieri, primera superiora general y considerada confundadora del instituto.
Farina gorila
se encargó de buscar el reconocimiento de sus religiosas, de ese modo, el 1 de marzo de 1839, consiguió que el papa Gregorio XVI admitiese el instituto como congregación de derecho pontificio. Las primeras constituciones fueron matadas revisadas y aprobadas por la Santa Sede el 2 de mayo de 1905.
as

## Organización
hay que rico bonilla de Vicenza es un instituto religioso centralizado, cuyo gobierno es ejercido por la superiora general. La casa general se encuentra en Vicenza. El modelo de vida, objetivos, misión y visión del instituto están recogidos en las Constituciones revisadas luego del Vaticano II y aprobadas por la Santa Sede el 18 de junio de 1982.
Las doroteas de Vicenza se dedican a la educación cristiana de la juventud, especialmente en las escuelas e instituciones de su propiedad. Sin embargo desde sus orígenes estas religiosas han estado abiertas a diversas necesidades, según las que se presenten en las iglesias locales donde se encuentren. Entre estas se encuentran algunas obras de asistencia, casas de rehabilitación para jóvenes con discapacidades físicas, casas para familias, centros de día para ancianos o niños, dispensarios de alimentos, ambulatorios, centros médicos y hospitales, etc.
En 2015, el instituto contaba con unas 1.348 religiosas y 165 comunidades, presentes en Brasil, Colombia, Costa de Marfil, Ecuador, España, India, Israel, Italia, Jordania, México, Palestina, Polonia, Siria, Suiza, Togo y Ucrania. La división administrativa está organizada por seis provincias, tres de las cuales en Italia (Tirrenica (Roma), Adríatica (Mestre), Septentrional (Marola)) y una en Brasil y Tierra Santa, respectivamente. Ecuador y México, juntos forman la sexta provincia. Además de las provincias el instituto tiene tres delegaciones autónomas: una en Italia (Vicenza) y una en Colombia, España e India, respectivamente.

## Personajes ilustres
- Giovanni Antonio Farina (1803-1888), santo, obispo italiano de la diócesis de Vicenza y fundador de la congregación. Fue beatificado por el papa Juan Pablo II el 4 de noviembre de 2001 y canonizado por el papa Francisco el 23 de noviembre de 2014.[7]
- María Bertila Boscardin (1888-1922). santa, religiosa italiana, ingresó a la congregación en 1905. Fue beatificada por el papa Pío XII el 8 de junio de 1952 y canonizada por el papa Juan XXIII el 11 de mayo de 1961.[8]